# Мохаммед Фаєз
Мохаммед Фаєз (араб. محمد فايز, нар. 6 жовтня 1989, Умм-ель-Кайвайн) — еміратський футболіст, лівий захисник, фланговий півзахисник клубу «Аль-Айн» і національної збірної ОАЕ.

## Клубна кар'єра
Народився 6 жовтня 1989 року в місті Умм-ель-Кайвайн. Вихованець юнацьких команд футбольних клубів «Аль-Арабі» і «Аль-Айн».
У дорослому футболі дебютував 2010 року виступами за команду клубу «Аль-Айн», в якій, утім, протягом наступних років залишався гравцем ротації. В сезоні 2017/18 став співавтором «золотого дубля» — його команда виграла чемпіонат ОАЕ і Кубок Президента. Як діючий чемпіон ОАЕ «Аль-Айн» на правах команди-господаря став учасником Клубного чемпіонату світу 2018, де неочікувано подолав усі етапи змагання і вийшов до фіналу, де, утім, не зміг нав'язати боротьбу представнику Європи, мадридському «Реалу».

## Виступи за збірну
2010 року дебютував в офіційних матчах у складі національної збірної ОАЕ.

## Титули і досягнення
- Чемпіон ОАЕ (4):

«Аль-Айн»: 2012-13, 2014-15, 2017-18, 2021-22
- Володар Суперкубка ОАЕ (2):

«Аль-Айн»: 2012, 2015
- Володар Кубка Президента ОАЕ (2):

«Аль-Айн»: 2013-14, 2017-18
Збірні
- Переможець Юнацького (U-19) кубка Азії: 2008